# Xã Otsego, Quận Steuben, Indiana
Xã Otsego (tiếng Anh: Otsego Township) là một xã thuộc quận Steuben, tiểu bang Indiana, Hoa Kỳ. Năm 2010, dân số của xã này là 2.575 người.